# Kulasekharapuram
Kulasekharapuram es una ciudad censal situada en el distrito de Kollam en el estado de Kerala (India). Su población es de 26907 habitantes (2011). Se encuentra a 27 km de Kollam y a 90 km de Trivandrum.

## Demografía
Según el censo de 2011 la población de Kulasekharapuram era de 26907 habitantes, de los cuales 12691 eran hombres y 14216 eran mujeres. Kulasekharapuram tiene una tasa media de alfabetización del 93,07%, inferior a la media estatal del 94%: la alfabetización masculina es del 95,93%, y la alfabetización femenina del 90,57%.